# Nagyturány
Nagyturány (1899-ig Turan, szlovákul Turany) város Szlovákiában, a Zsolnai kerületben, a Turócszentmártoni járásban.

## Fekvése
Turócszentmártontól 8 km-re északkeletre, a Vág jobb partján, a Vág és a Kerpelényi-csatorna között fekszik.

## Története

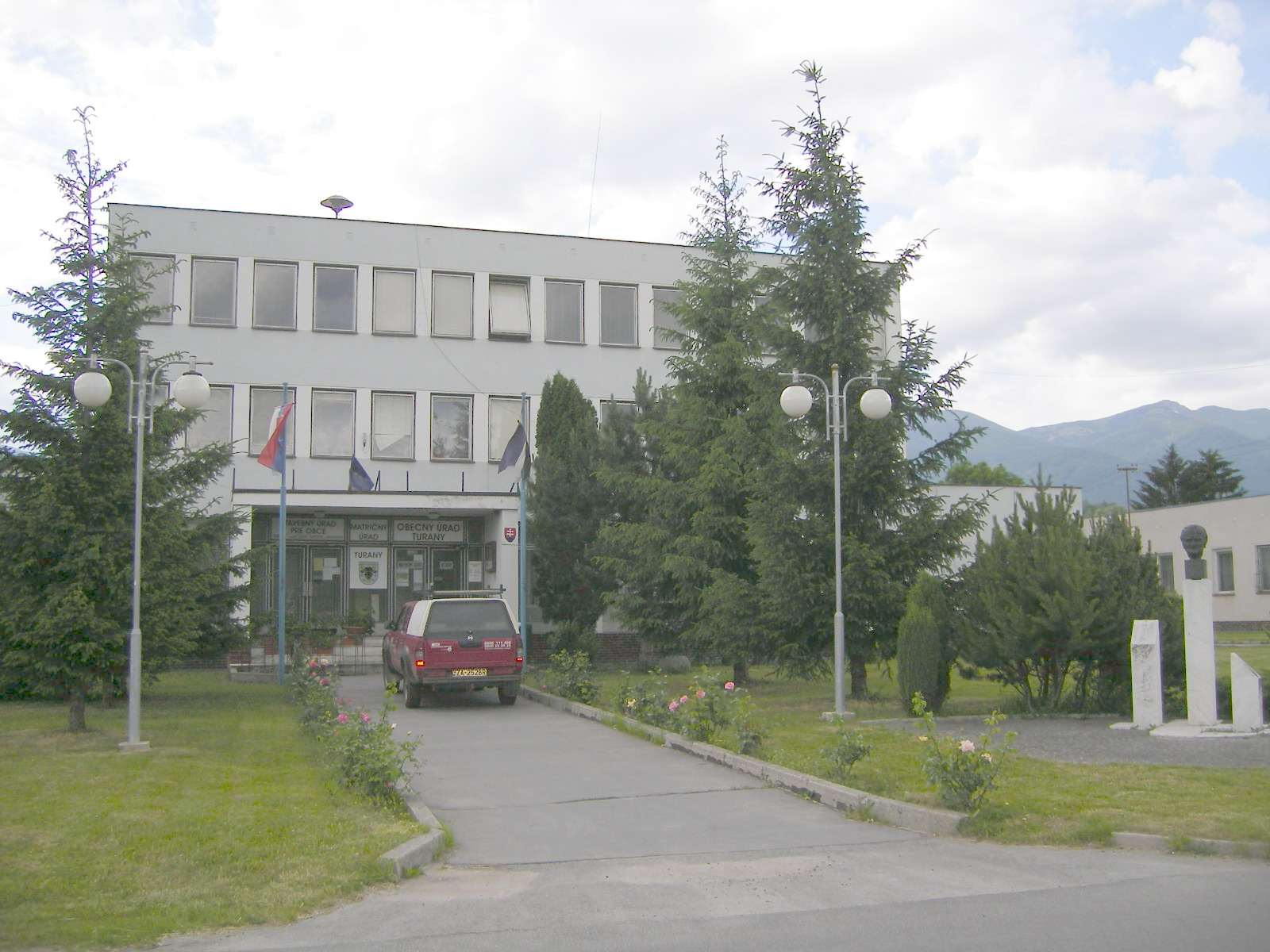
A községháza épülete

A települést 1319-ben említik először, amikor Dancs mester zólyomi ispán szerezte meg ezt a területet. Következő említése 1341-ből származik, amikor „Turan” alakban szerepel. Neve valószínűleg a kelta tur főnévből származik, mely tornyot jelent. 1361-ben „Turan”, 1367-ben „Turan”, „Thuran” néven említik. A település első kiváltságait 1397-ben Luxemburgi Zsigmondtól kapta, az oklevél megerősíti a település jogait malom építésére és használatára, szabad halászatra és fakitermelésre. A turányiak évi 100 arany adót fizettek a királynak, mely háború esetén további 20 arannyal nőtt. 1543-ban „Thuren”, 1553-ban „Thureny” néven említik. 1557-ben 48 háztartás adózott a településen, ez abban az időben jelentős számnak számított. A turányiak kiváltságait I. Ferdinánd 1563-as oklevele is megerősítette. 1564-ben „Twrany” alakban említik. Turány évi három vásárt tarthatott, a Háromkirályok, a Szentháromság és Szent Imre ünnepén. 1570-ben a Révay családnak 20 portája volt itt, a család a 19. századig volt birtokos Turányban. Miksa császár 1572-es oklevele megerősítette a turányiak kiváltságait. 1610-ben 70 háza és 350 lakosa volt. 1715-ben 108 házát 540-en lakták. 1784-ben 254 házában 1450 lakos élt.
A 18. század végén Vályi András így ír róla: „TURÁN, vagy Turány. Tót Mezőváros Túrótz Várm. földes Ura Gr. Révay Uraság, lakosai katolikusok, többen evangelikusok, fekszik Vág vize mellett, mellytől gyakran mind a’ Város, mind pedig a’ határja nagy károkat szenyved, úgy hogy 1788. az egész Várost majd elragadta, 1796. pedig majd tövestől kiégett. Sok szabadságokkal meg vagyon e’ Város ajándékozva, úgymint 1397, 1405, 1434, Zsigmond Király által; szabadságaik megerőssíttettek Mátyás Királynak Diplomája által 1469., mellyet Trentsénben adott, és 1480. melly Budán kőlt Ferdinándtól 1563. Oláh Érsek’ keze által Pozsonyban II. Maximiliántól 1574. Leopoldtól 1659, mellyeket mind helyben hagyott Károly 1712. Kriván nevezetű hegyek’ közepén vannak itten értzerek is; lakosai többnyire a’ marhák’ neveléséből élnek; határja, réttye jó, piatza helyben, keresettye Árva, és Liptó Vármegyékben.”
1828-ban 161 háza volt 1850 lakossal, akik pásztorkodásból, erdei munkákból, fafeldolgozásból, tutajozásból éltek.
Fényes Elek 1851-ben kiadott geográfiai szótárában így ír a faluról: „Turán, privilegiált tót m. v. Thurócz vmegyében, a Vágh jobb partján: 228 kath., 1563 evang. 59 zsidó lak., a kath. és evang. anyatemplomokkal és synagógával. Fekvése a nagy hegyek alatt igen gyönyörködtető; határa tágas, s a Vágh vize mentében meglehetős, erdeje roppant; marhát, juhot sokat tart; a Sztudenecz patakján több malmokkal bir. F. u. a Révay család, de az Ujhelyi nemzetségnek is van benne szabad curiája.”
A trianoni diktátumig Turóc vármegye Turócszentmártoni járásához tartozott.
2016. január elsején városi rangra emelték.

## Népessége
| Év:            | 1994. | 2004.   | 2014.   | 2024.   |
| -------------- | ----- | ------- | ------- | ------- |
| Emberek száma: | 4630  | 4406    | 4332    | 4085    |
| Eltérés:       |       | -4,83 % | -1,67 % | -5,70 % |

| Év:            | 2023. | 2024.   |
| -------------- | ----- | ------- |
| Emberek száma: | 4107  | 4085    |
| Eltérés:       |       | -0,53 % |

1910-ben 1974, túlnyomórészt szlovák anyanyelvű lakosa volt.
2001-ben 4444 lakosából 4402 szlovák volt.
2011-ben 4395 lakosából 4188 szlovák volt.

## Nevezetességei

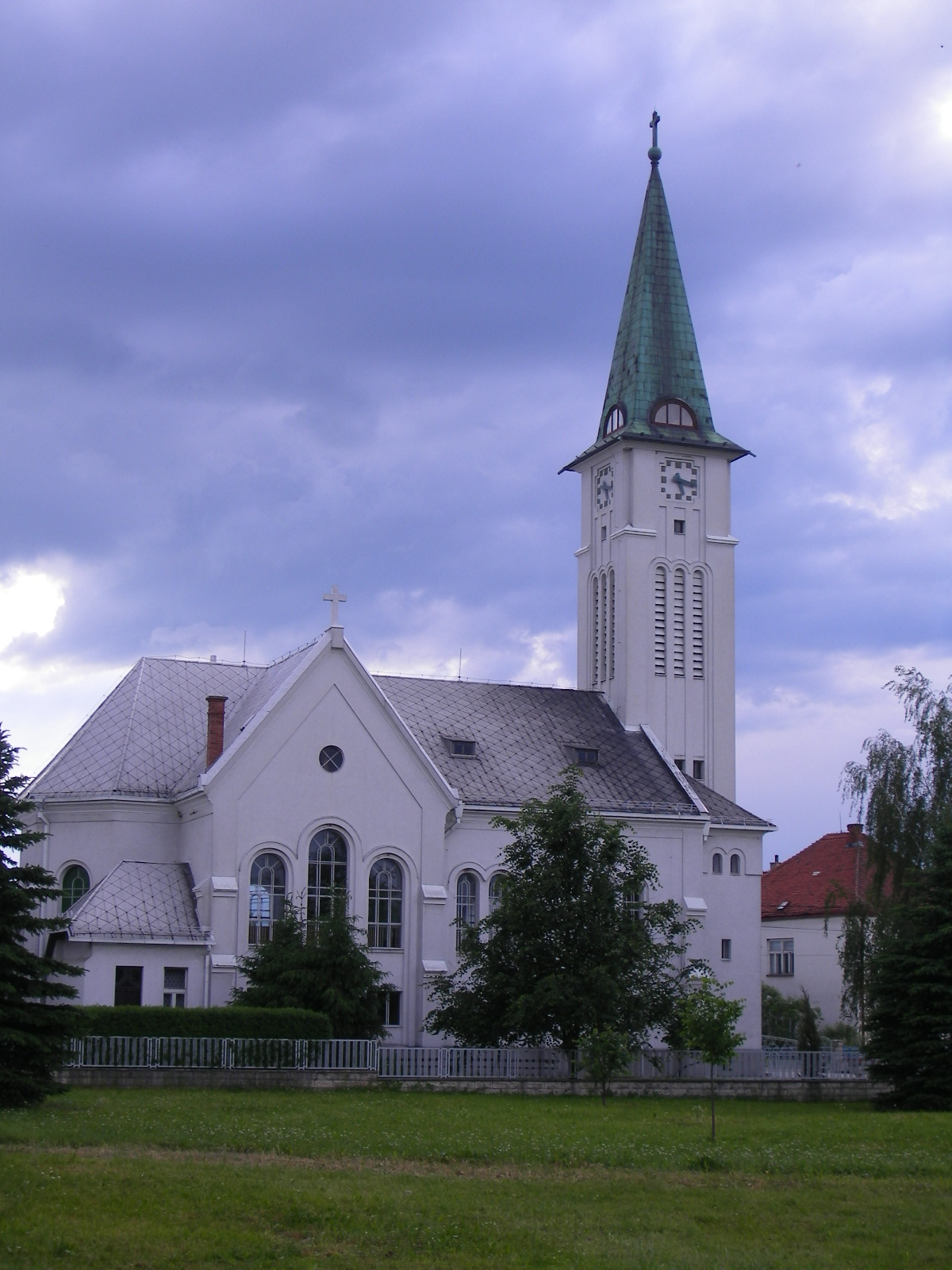
Az evangélikus templom

- A településnek középkori freskókkal díszített gótikus eredetű temploma van Szent Gál tiszteletére szentelve. A templom 1300 körül épülhetett, első említése 1367-ből származik. 1636-ban egy tűzvész után reneszánsz stílusban építették át. A 18. században belsejét barokkizálták. Főoltára a 15. században készült.
- Evangélikus temploma 1933-ban épült az egykori, 1786-ban épített templom helyén.
- Az evangélikus lelkészlak 1818-ban épült klasszicista stílusban.
- Zsinagógája a 19. század első felében épült.

## Híres emberek
- Itt született 1899-ben Miloš Bazovský festő, népművész, akinek szobra a községház előtt áll.
- Itt szolgált Andreades János (17. század) evangélikus lelkész.

## Külső hivatkozások
- Hivatalos oldal
- Tourist-channel.sk
- Községinfó
- Nagyturány Szlovákia térképén
- E-obce.sk Archiválva 2023. augusztus 29-i dátummal a Wayback Machine-ben